# Надь, Ласло (футболист)
Ласло Надь (венг. László Nagy; род. 21 октября 1949, Бужак, Шомодь) — венгерский футболист, игравший на позиции нападающего.
Выступал, в частности, за клуб «Уйпешт», а также национальную сборную Венгрии. Многократный чемпион Венгрии и обладатель национального кубка. Олимпийский чемпион.

## Клубная карьера
Во взрослом футболе дебютировал в 1968 году выступлениями за клуб «Уйпешт», в котором провёл пятнадцать сезонов, приняв участие в 355 матчах чемпионата. Большую часть времени, проведённого в составе «Уйпешта», был основным игроком атакующей звена команды. С этим клубом он был чемпионом Венгрии девять раз и пять раз выигрывал Кубок Венгрии.
Завершил игровую карьеру в швейцарском клубе «Локарно», за который выступал на протяжении 1983—1984 годов.
По завершении игровой карьеры работал тренером в ряде венгерских клубов, в том числе и в родном «Уйпеште», с которым в сезоне 1996/97 стал вице-чемпионом Венгрии.

## Карьера в сборной
В составе олимпийской сборной был участником футбольного турнира на Олимпийских играх 1968 в Мехико, на котором сыграл 4 матча, в том числе финальном поединке, в котором выиграл звание олимпийского чемпиона.
7 октября 1970 года дебютировал в официальных матчах в составе национальной сборной Венгрии, в игре отборочного цикла на чемпионат Европы 1972 года против сборной Норвегии (3:1), в которой забил гол.
В составе сборной был участником чемпионата мира 1978 года в Аргентине, на котором сыграл во всех трёх матчах против сборной Аргентины (1:2), сборной Италии (1:3) и сборной Франции (1:3), однако на турнире Венгрия не преодолела групповой этап.
Всего в течение карьеры в национальной команде, которая длилась 11 лет, провёл в её форме 25 матчей, забив 7 голов.

## Титулы и достижения
Уйпешт
- Чемпион Венгрии (8): 1969, 1970, 1970/71, 1971/72, 1972/73, 1973/74, 1974/75, 1977/78, 1978/79
- Обладатель Кубка Венгрии (5): 1969, 1970, 1974/75, 1981/82, 1982/83